# أنطون كولر
أنطون كولر (بالألمانية: Anton Kohler)‏ هو لاعب شطرنج ألماني، ولد في 1907 في ميونخ في ألمانيا، وتوفي بنفس المكان في 7 سبتمبر 1961.

## وصلات خارجية
- أنطون كولر على موقع مباريات الشطرنج (الإنجليزية)
- أنطون كولر على موقع 365Chess.com (الإنجليزية)